# Zajem
Zájem (gen. zájma) je bila v fevdalizmu podelitev zemlje drugemu, pri kateri si je podelitelj pridržal nekatere dele lastninske pravice. Zajem torej lahko opredelimo kot najširšo oznako za pravno razmerje, v katerem je nekdo prepustil drugemu kakorkoli omejeno pravico na stvari. Zajmi so bili lahko dedni ali začasni, plačljivi ali brezplačni, svobodni in nesvobodni, lahko so se stopnjevali in so zato prispevali k drobitvi enotnosti lastnine. V fevdalizmu so sicer prevladovali nesvobodni zajmi, oblika svobodnega zajma pa je bila fevd.